# Mordella astuta
Mordella astuta es una especie de coleóptero de la familia Mordellidae.

## Distribución geográfica
Habita en Guatemala y México.